# Vliegende Universiteit
De Vliegende Universiteit was een ondergronds opleidingsinstituut in de Poolse hoofdstad Warschau, bedoeld om vrouwen te kunnen laten studeren, in een periode dat dit door de overheid niet aan vrouwen was toegestaan. De school deed dienst tussen 1885 en 1905 (ten tijde van het Keizerrijk Rusland) en tussen 1977 en 1981 (ten tijde van de Volksrepubliek Polen).
Een van de leerlingen was Marie Curie.